# Miktoniscus spinosus
Miktoniscus spinosus is een pissebed uit de familie Trichoniscidae. De wetenschappelijke naam van de soort is voor het eerst geldig gepubliceerd in 1818 door Say.